# Rockstar Vancouver
Rockstar Vancouver fue una empresa desarrolladora de videojuegos con sede en el centro de Vancouver, Columbia Británica, Canadá. Rockstar Vancouver lanzó Bully, un polémico videojuego lanzado en exclusiva para PlayStation 2 el 17 de octubre de 2006. Rockstar Vancouver daba empleo a 75 trabajadores y desarrollaba videojuegos de acción en exclusiva para Rockstar Games.
El 9 de julio de 2012 Rockstar Vancouver dio a conocer su fusión con Rockstar Toronto .

## Historia
Barking Dog Studios fue fundada en mayo de 1998 por Brian Thalken y varios antiguos empleados de Radical Entertainment. Barking Dog, con ayuda del publicador Sierra Studios, se puso a trabajar en Homeworld: Cataclysm, secuela de Homeworld, y videojuego del año 1999 para PC Magazine. Homeworld había sido desarrollado por Relic Entertainment, pero Sierra eleigió en su lugar a Barking Dog para desarrollar el videojuego.
Valve Software también acudió a Barking Dog para desarrollar la versión beta-5 del popular videojuego de disparos en primera persona Counter-Strike. En el mapa "de_train" puede verse un logotipo dibujado de la compañía en un lado de una de las locomotoras. Después produjo otros títulos como Global Operations o Treasure Planet: Battle at Procyon, hasta que en agosto de 2002 fue adquirida por Rockstar Games y renombrada Rockstar Vancouver.
Muchos de los empleados de Barking Dog formaron sus propias compañías, como Slant Six Games, Hellbent Games, Kerberos Productions y Ironclad Games.

## Videojuegos
como Barking Dog Studios
- Homeworld: Cataclysm (1998) (PC)
- Counter-Strike (2000) (PC) (varios mapas) (con Valve Software)
- Global Operations (2002) (PC)
- Treasure Planet: Battle at Procyon (2002) (PC)
- El planeta del tesoro: Experto grumete (2002) (PC) y (Mac Os)
- El planeta del tesoro: Batalla naval (2002) (PC) y (Mac Os)
- El planeta del tesoro: Las tesoro regatas (2002) (PC) y (Mac Os)
- El planeta del tesoro: Rescate arriesgado (2002) (PC) y (Mac Os)

como Rockstar Vancouver
- Bully (2006) (PlayStation 2)
- Bully: Scholarship Edition (2008) (Xbox 360, PC, Wii) (con Rockstar New England y Rockstar Toronto)
- Max Payne 3 (2012) (Xbox 360, PlayStation 3, PC)